# فهرس طوابع الاتحاد السوفيتي
فهرس طوابع الاتحاد السوفيتي (أو كتالوج CPA)، هو كتالوج أو دليل وطني لطوابع بريد الاتحاد السوفيتي وروسيا الاتحادية الاشتراكية السوفيتية والقرطاسية البريدية والأوراق المصغرة، والذي كان ينشر في الاتحاد السوفيتي بواسطة وكالة "سويوزبيشات" المركزية لهواة جمع الطوابع (CPA) وبعض الناشرين الآخرين المرتبطين بوزارة الاتصالات. عادةً ما كان يُعاد نشر الفهرس مرة كل 10-15 سنة تقريبًا. وفيما بين عمليات إعادة النشر، كانت تصدر أعداد إضافية كل عام. تحتوي هذه الإصدارات على أوصاف الطوابع والأوراق المصغرة التي صدرت في اتحاد الجمهوريات الاشتراكية السوفياتية في العام الماضي.

## تاريخ

### الإصدارات المبكرة
ظهر أول فهرس سوفيتي للطوابع في عام 1923 تحت رئاسة تحرير فيودور تشوتشين. ثم نُشرت عدة فهارس أخرى تحت رئاسة تحريره في عقد العشرينيات من القرن العشرين.
لقد تضمنت الطبعة الرابعة من فهرس جمعية هواة جمع الطوابع السوفيتية الذي نُشر في عام 1933 تحت رئاسة تحرير ف. موديستوفالوڤال أيضًا قائمة بطوابع الإعلانات البريدية لاتحاد الجمهوريات الاشتراكية السوفيتية أيضًا.

## إصدارات ما بعد الحرب
في عامي 1948 و1951، نشر مكتب هواة جمع الطوابع البريدية التابع لجمعية بيع الكتب التابعة لاتحاد الناشرين الحكوميين (KOGIZ) فهرسين آخرين لطوابع البريد السوفيتية.
تضمن الفهرس الأول الذي صدر بعد الحرب جميع إصدارات طوابع بريد اتحاد الجمهوريات الاشتراكية السوفياتية واتحاد الجمهوريات الاشتراكية السوفياتية التي ظهرت من عام 1921 إلى عام 1948، وطوابع الإصدارات السابقة (المتداولة في الفترة من 1918 إلى 1921) بالإضافة إلى طوابع الأغراض الخاصة.
في عام 1955، نُشرت الطبعة التالية من فهرس طوابع الاتحاد السوفيتي في موسكو. وقد جمعه فريق من المؤلفين بما في ذلك م. ت. ميلكين وأ. زيزين. وقد طبعه رئيس مكتب هواة جمع الطوابع التابع لوزارة الثقافة في جمهورية روسيا الاتحادية الاشتراكية السوفيتية.
في عام 1970، نُشرت طبعة جديدة بعنوان فهرس الطوابع البريدية لاتحاد الجمهوريات الاشتراكية السوفياتية، 1918-1969، في موسكو. وجرى تحديث معلوماته سنوياً بعد ذلك.
في عام 1976، تم نشر فهرس الطوابع البريدية لاتحاد الجمهوريات الاشتراكية السوفياتية، 1918-1974، وتبع ذلك تحديثات سنوية.